# تقاطع خیابان ۸۴ چرینگ کراس (فیلم)
تقاطع خیابان ۸۴ چرینگ کراس (به انگلیسی: 84 Charing Cross Road) فیلمی محصول سال ۱۹۸۷ و به کارگردانی دیوید جونز است. در این فیلم بازیگرانی همچون آن بنکرافت، آنتونی هاپکینز، جودی دنچ، مرسدس روئل، النور دیوید، ایان مک‌نیس، جین اسمیت-کمرون، کانی بوث و تونی تاد ایفای نقش کرده‌اند.